# 渡辺弘 (サックス奏者)
渡辺 弘（わたなべ ひろし、1912年 - 1988年12月22日）は、日本のジャズミュージシャン。テナーサックス奏者。ダンス・バンド「スターダスターズ」を率いて、約四半世紀の間ジャズ界に君臨した日本ジャズ界の草分け的存在。広島県広島市出身。
ジャズ・アコーディオン奏者で、ミュージシャン難波弘之の父の渡辺弘は同姓同名の別人。

## 生涯
1923年外地から単身帰国。1924年、この年ダンスホールをオープンさせた千日前「大阪ユニオン」でボーイをしていた時、当時関西一のジャズ楽士だった前野港造に見出され、サックスを習う。
前野や安井清のバンドでトロンボーンやサックスを担当した他、関西のマイナーバンドを渡り歩く。
1935年に兵庫県西宮市のダンスホールにサックス奏者として入ったのが音楽歴のスタートと書かれた文献もある。
1940年、太平洋戦争の直前に上京。1941年、「ターキー」こと男装スター・水の江滝子の「劇団たんぽぽボックス・オーケストラ」に所属。劇の伴奏をしていたが、「つまらないのでオールスターバンドを作って大儲けしよう」とまわりにけしかけ、松竹の重役にかけあって話をまとめ、同年9月、7人編成の「松竹軽音楽団（楽団若い人）」を結成した。参加した7人はみな人気のあったジャズマンだったため大変な人気を博した。
しかし、ある公演で渡辺は「渡辺弘と松竹軽音楽団」と勝手に看板を掲げてしまい、他のメンバーの反発を受けバンマスを降ろされた。このまま活動を続け、南方慰問を含む日本全国を巡業、日本一のアトラクション・バンドにのし上がった。
しかし1943年秋、戦局の悪化で解散し、渡辺は元の劇団「たんぽぽボックス・バンド」に戻り、そのまま終戦まで活動を続けた。
1945年終戦を境にNHKラジオの放送内容が、それまでの軍歌に取って代わり軽音楽、ジャズが中心となった。
ジャズバンドが爆発的に増え、これらは全国各地の米軍施設で主に演奏した。
渡辺も同年11月、米軍が続々進駐してくるのを見てチャンス到来とバンドを結成、1946年2月に「渡辺弘楽団」の名でNHKラジオに出演した。また銀座に事務所を置き、いくつかのバンドを傘下に収め6月「スターダスターズ」と改名したバンドを率いて第一ホテル（米軍高級将校宿舎）で演奏した。
第一ホテルのテストで、ホーギー・カーマイケルの名作『スターダスト』を演奏し、合格したのでバンド名をこの名前にした。
この時のメンバーは歌・三根徳一（ディック・ミネ）、中沢寿士(tb)ら戦前派のトップ・ジャズマンをずらりと揃えた。
水の江滝子に振付けてもらい、自ら壁ぬりスタイルでステージいっぱいに動き、踊る指揮者で一時代を築く。後にスマイリー小原が似たスタイルをやったが、渡辺の方がダンディーで色っぽくスマートだったといわれる。
その後、第一ホテルをメインにラジオ、映画、ジャズコンサート、レセプションと順風満帆な活躍を続け、戦後日本のジャズ復興の大きな原動力となった。
翌1947年には専属歌手を石井好子、ティーブ・釜萢（かまやつひろしの父）に変え、戦後初の日劇ジャズ・ショーを成功させた。
渡辺の周りには多くのジャズシンガー・プレイヤーが集まり、彼らをメンバーに加え、1950年には総勢21名編成の充実期を迎えた。専属歌手はナンシー梅木、ペギー葉山、富樫貞子、青山ヨシオ、笈田敏夫ら。編曲は黛敏郎ら。のちに人気バンドを率いた南里文雄（ホット・ペッパーズ）、多忠修（ゲイ・スターズ）、谷口安彦（スイング・プレミア）、杉原泰蔵（スイング東京）らも在籍した。
1947年に設立された『日本ミュージシャンズ・ユニオン』の結成に常任理事として参加し、GHQ終戦連絡中央事務局の要請で、1949年1月から始まったバンド格付け審査の審査委員を務める。審査はGHQスペシャル・サービスの立会いで、特別調達庁から委嘱された紙恭輔委員長、渡辺、ディック・ミネ、南里文雄らが行った。渡辺プロダクションを始めとする戦後の芸能事務所の専属タレントの報酬制度は、この格付け審査を踏襲したもの。
また、GHQ経済局長・ウイリアム・F・マーカット少将の副官、キャピー原田から依頼され1946年から、日米親善のための非公式のダンス・パーティをひらく。このポーテーション（酒宴）には、アメリカ側から占領政策の中枢を占める高官が、日本側からは皇族、政財界の実力者が顔を揃えた。
渡辺とスターダスターズは、米日二つの権力を音楽で媒介した。占領軍に寄生して発展した戦後のジャズ・バンドは、その代償として、占領政策の忠実なメッセンジャーをつとめた。こうしたアメリカナイズの毒は日本の上流階級を腐蝕し、庶民階級にも外国崇拝、舶来ブームの風潮を拡げていった。その後遺症は社会風俗に長く尾をひき、音楽芸能の世界にその後も深く広く根を張ることになる。
先の『日本ミュージシャンズ・ユニオン』は組織が壊滅するが、新たに紙恭輔がこれを再建させた『日本音楽家連合会（日音連）』の運営不調を見かねて1956年理事長に就任。紙恭輔会長とNHKとのギャラ交渉や、外人バンドを招聘するプロモーターとの交渉などに当たり、日本のミュージシャンの待遇改善に尽力。1962年、日本の音楽界を代表する文化使節としてソ連10大都市を公演旅行、のべ30万人の観客を動員する驚異的な記録を打ち立てた。こうして約四半世紀の間、日本最高のダンス・バンドを率いて「ジャズ界の帝王」として君臨した。戦後20年の間、一つのバンドを守り抜いたのは渡辺一人だった。
また幾多のロマンスでも有名となり新婚旅行は何度行ったか分からないのでは、とも言われた。強気な性格で楽員を怒鳴り散らし、女やギャンブルを楽しむ日々を送ったが1969年脳溢血で倒れ晩年は不遇、伊勢崎市の病院で長く一人で療養を続け1988年12月22日死去した。
前記の他に松本文男、本木英夫、日野皓正らを世に出し、またフォークシンガー・イルカの父・保坂俊雄らも在籍、ザ・ドリフターズの加藤茶もバンドボーイをしていた時期がある。
渡辺の生涯は、常に振幅の激しい毀誉褒貶の噂に包まれ、ジャズ界でも最も特異な人物の一人に数えられている。